# Ozuna
Juan Carlos Ozuna Rosado (ur. 13 marca 1992 w San Juan) – portorykański piosenkarz, znany pod pseudonimem artystycznym Ozuna.
Laureat dwóch nagród Latin Grammy. Sprzedano blisko piętnaście milionów jego albumów. Jego piosenka „China” zajęła pierwsze miejsce w notowaniu Billboardu Hot Latin Songs. Współpracował z Christiną Aguilerą przy singlu „Santo” (2022).

## Dyskografia
Albumy studyjne
- Odisea (2017)
- Aura (2018)
- Nibiru (2019)
- ENOC (2020)
- Ozutochi (2022)

Albumy kolaboracyjne
- Los Dioses (2021; nagrany z Anuelem AA)